# Chromocryptus prosopis
Chromocryptus prosopis là một loài tò vò trong họ Ichneumonidae.